# (35004) 1979 MC3
(35004) 1979 MC3 es un asteroide perteneciente al cinturón de asteroides, descubierto el 25 de junio de 1979 por Eleanor F. Helin y el también astrónomo Schelte John Bus desde el Observatorio de Siding Spring, Nueva Gales del Sur, Australia.

## Designación y nombre
Designado provisionalmente como 1979 MC3.

## Características orbitales
1979 MC3 está situado a una distancia media del Sol de 2,529 ua, pudiendo alejarse hasta 2,831 ua y acercarse hasta 2,227 ua. Su excentricidad es 0,119 y la inclinación orbital 2,118 grados. Emplea 1469,45 días en completar una órbita alrededor del Sol.

## Características físicas
La magnitud absoluta de 1979 MC3 es 15,7. 